# 抽象機器
抽象機器（英語：Abstract machine），又稱抽象電腦（abstract computer），利用自動機理論，建立出電腦硬體或軟體的理論模型。把運算過程抽象化，一般來說是採用離散時間模型，可應用於電腦科學或電腦工程。在計算理論中，抽象機器經常被當成是一種思想實驗，用來推論可計算性（computability），或是分析演算法的時間複雜度及空间复杂度。